# جيف بوين
جيف بوين (بالإنجليزية: Jeff Bowen)‏ هو ملحن أمريكي، ولد في 30 أغسطس 1971 في بالتيمور في الولايات المتحدة.

## وصلات خارجية
- جيف بوين على موقع IMDb (الإنجليزية)
- جيف بوين على موقع ميوزك برينز (الإنجليزية)
- جيف بوين على موقع قاعدة بيانات برودواي على الإنترنت (الإنجليزية)